# Rusk County (Wisconsin)
Das Rusk County ist ein County im US-amerikanischen Bundesstaat Wisconsin. Im Jahr 2020 hatte das County 14.188 Einwohner und eine Bevölkerungsdichte von 6 Einwohnern pro Quadratkilometer. Der Verwaltungssitz (County Seat) ist Ladysmith, das nach der Frau eines hiesigen Unternehmers benannt wurde.

## Geografie
Das County liegt im mittleren Nordwesten Wisconsins und hat eine Fläche von 2411 Quadratkilometern, wovon 46 Quadratkilometer Wasserfläche sind.
Im Rusk County mündet der Flambeau River in den Chippewa River, einen linken Nebenfluss des Mississippi.
An das Rusk County grenzen folgende Nachbarcountys:
| Washburn County | Sawyer County   |               |
| Barron County   |                 | Price County  |
|                 | Chippewa County | Taylor County |

## Geschichte

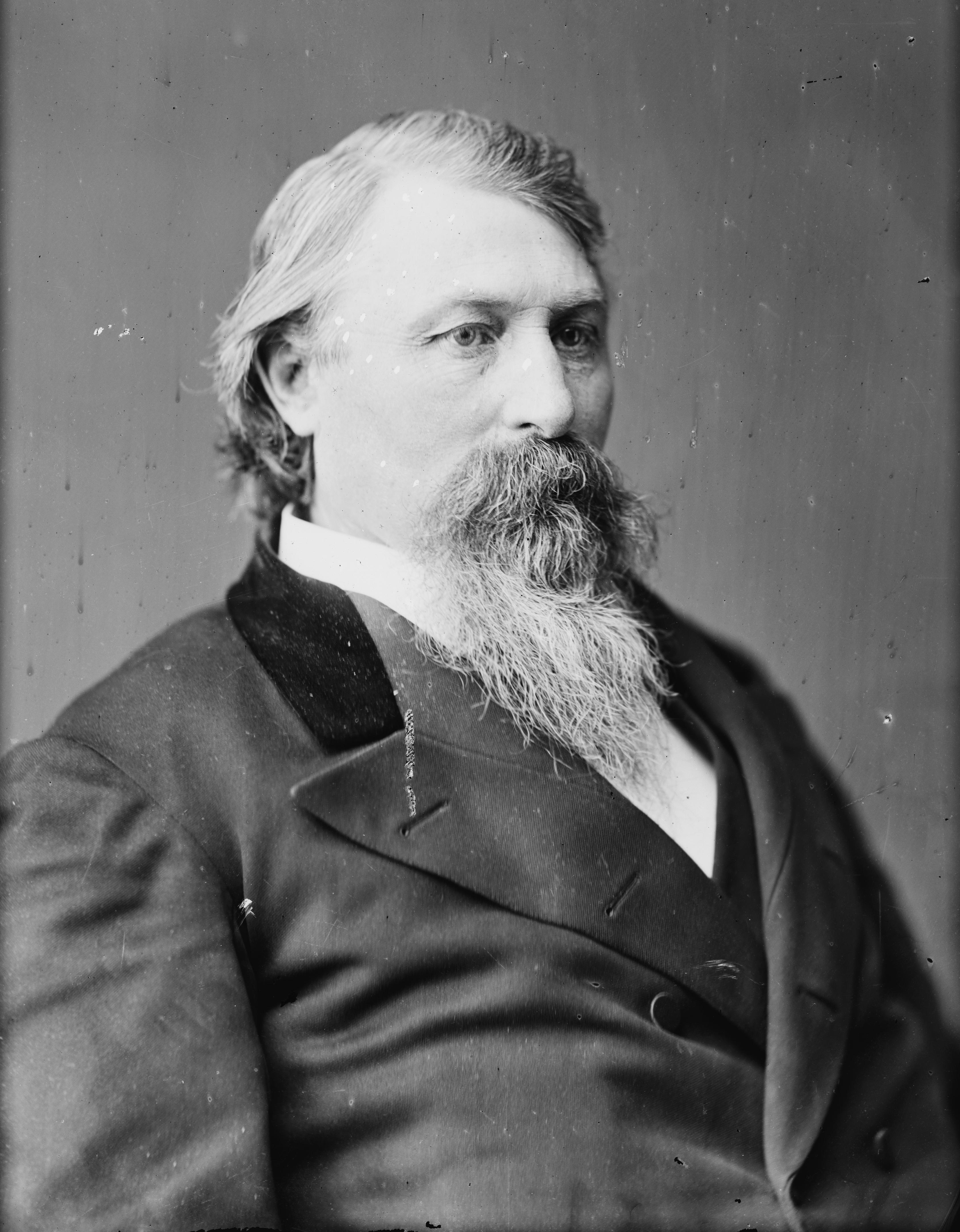
Jeremiah M. Rusk

Das Rusk County wurde 1901 als Gates County aus Teilen des Chippewa County gebildet. 1905 wurde es umbenannt in Rusk County, nach Jeremiah M. Rusk (1830–1893), einem US-amerikanischen Politiker und Gouverneur von Wisconsin.

## Bevölkerung
Nach der Volkszählung im Jahr 2010 lebten im Rusk County 14.755 Menschen in 6542 Haushalten. Die Bevölkerungsdichte betrug 6,2 Einwohner pro Quadratkilometer. In den 6542 Haushalten lebten statistisch je 2,2 Personen.
Ethnisch betrachtet setzte sich die Bevölkerung zusammen aus 97,5 Prozent Weißen, 0,6 Prozent Afroamerikanern, 0,5 Prozent amerikanischen Ureinwohnern, 0,4 Prozent Asiaten sowie aus anderen ethnischen Gruppen; 1,0 Prozent stammten von zwei oder mehr Ethnien ab. Unabhängig von der ethnischen Zugehörigkeit waren 1,6 Prozent der Bevölkerung spanischer oder lateinamerikanischer Abstammung.
21,3 Prozent der Bevölkerung waren unter 18 Jahre alt, 21,9 Prozent waren zwischen 18 und 64 und 00000 Prozent waren 65 Jahre oder älter. 50,0 Prozent der Bevölkerung waren weiblich.
Das jährliche Durchschnittseinkommen eines Haushalts lag bei 38.629 USD. Das Pro-Kopf-Einkommen betrug 21.292 USD. 17,6 Prozent der Einwohner lebten unterhalb der Armutsgrenze.

## Ortschaften im Rusk County
City
- Ladysmith

Villages
| - Bruce - Conrath - Glen Flora - Hawkins | - Ingram - Sheldon - Tony - Weyerhaeuser |

Unincorporated Communities
| - Apollonia - Bear Lake - Imalone | - Island Lake - Murry - Port Arthur | - South Fork - Strickland - Thornapple |

## Gliederung
Das Rusk County ist neben der einen City und den acht Villages in 24 Towns eingeteilt:
| Town                 | Einwohner (2010) | FIPS     |
| -------------------- | ---------------- | -------- |
| Town of Atlanta      | 592              | 55-03600 |
| Town of Big Bend     | 358              | 55-07175 |
| Town of Big Falls    | 140              | 55-07225 |
| Town of Cedar Rapids | 41               | 55-13550 |
| Town of Dewey        | 545              | 55-20000 |
| Town of Flambeau     | 1059             | 55-26100 |
| Town of Grant        | 813              | 55-30375 |
| Town of Grow         | 427              | 55-31775 |

| Town               | Einwohner (2010) | FIPS     |
| ------------------ | ---------------- | -------- |
| Town of Hawkins    | 153              | 55-33300 |
| Town of Hubbard    | 204              | 55-36125 |
| Town of Lawrence   | 311              | 55-42950 |
| Town of Marshall   | 688              | 55-49625 |
| Town of Murry      | 277              | 55-55175 |
| Town of Richland   | 232              | 55-67600 |
| Town of Rusk       | 525              | 55-70275 |
| Town of South Fork | 120              | 55-74975 |

| Town               | Einwohner (2010) | FIPS     |
| ------------------ | ---------------- | -------- |
| Town of Strickland | 280              | 55-77775 |
| Town of Stubbs     | 579              | 55-77850 |
| Town of Thornapple | 774              | 55-79575 |
| Town of True       | 296              | 55-80950 |
| Town of Washington | 339              | 55-83675 |
| Town of Wilkinson  | 40               | 55-87125 |
| Town of Willard    | 505              | 55-87175 |
| Town of Wilson     | 106              | 55-87450 |